# Alfred Buyenne
Alfred Buyenne (ur. 8 kwietnia 1892 w Lille, zm. 10 listopada 1962 tamże) – francuski gimnastyk, medalista olimpijski.
W 1920 r. reprezentował barwy Francji na letnich igrzyskach olimpijskich w Antwerpii, zdobywając brązowy medal w wieloboju drużynowym. 